# Beaujolais

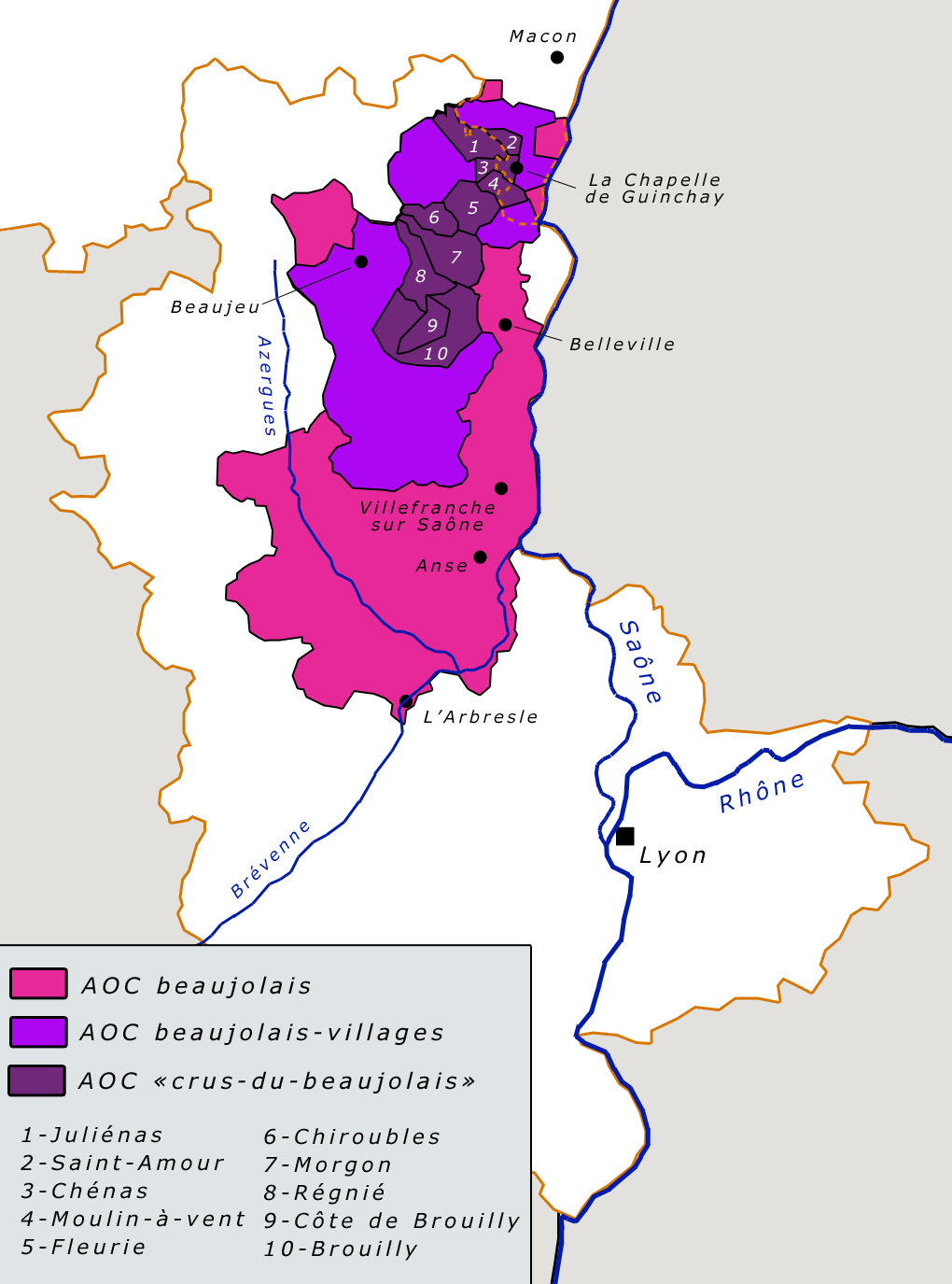
Die Weinbauregion Beaujolais. Das Weinbaugebiet Coteaux du Lyonnais unmittelbar westlich von Lyon fehlt auf dieser Karte.

Das nördlich der Stadt Lyon gelegene Weinbaugebiet Beaujolais ist geographisch zwar ein Teil von Burgund, bildet aber aufgrund der deutlich anderen Charakteristik der Weine eine eigene Weinbauregion. Der Rotwein wird aus der Rebsorte Gamay gekeltert, die in Burgund für gehobene Qualitäten nicht zugelassen ist. Seinen Namen trägt das Beaujolais nach der Herrschaft Beaujeu, heutiges Zentrum des Gebietes ist jedoch Villefranche-sur-Saône. Administrativ gehört das Beaujolais zum Département Rhône und damit zur Region Auvergne-Rhône-Alpes.

## Geographie

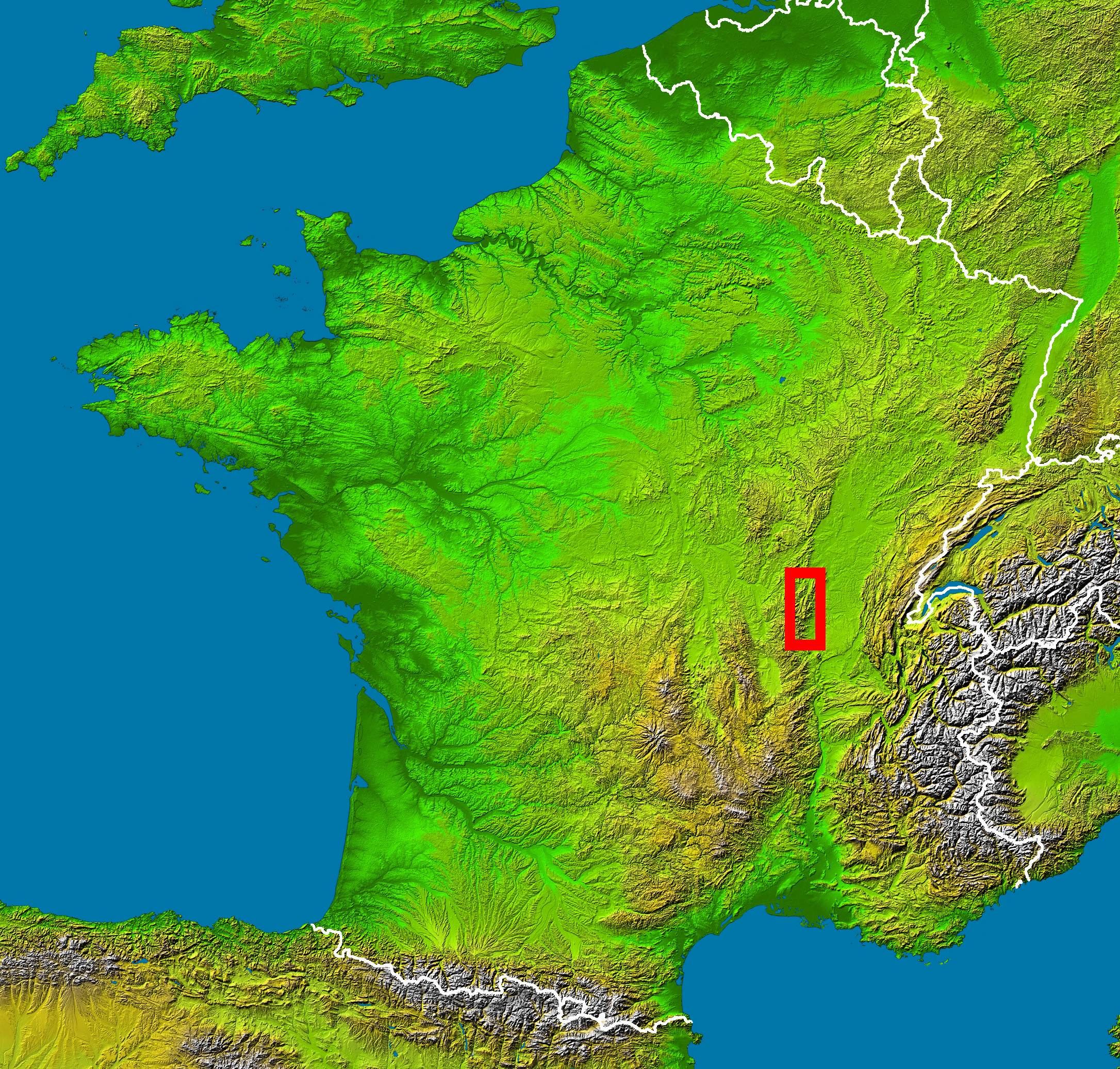
Lage des Beaujolais in Frankreich

Das am Mont Saint-Rigaud bis zu etwa 1010 m hohe Beaujolais umfasste vor der Neugliederung der französischen Gemeinden 72 Kleingemeinden, die sich grob in zwei Gebiete aufteilen.
Der Süden ist durch die Eckpunkte Chazay-d’Azergues, Pontcharra-sur-Turdine, Chamelet und Villefranche-sur-Saône beschrieben. Das Gebiet liegt in einer lieblichen Hügellandschaft in Höhen zwischen 350 und 400 m. Im Westen wird das Gebiet durch eine Hügelkette mit Höhen zwischen 650 und 800 m vor zu feuchter Luft geschützt. Der Boden ist durch Erosion entstanden und besteht in der Regel aus einem Kalk- und Lehm-Gemisch. Die Böden sind recht arm und trocknen schnell aus.
Der Norden ist durch ausgeprägtere Hügel und bessere Böden auf der Basis von Granitgestein bestimmt. Aus diesem Gebiet, das nördlich von Villefranche-sur-Saône beginnt und direkt unter dem Gebiet des Mâconnais endet, stammen die Qualitätsweine der Beaujolais-Villages und der zehn Crus, also jener zehn Appellationen mit besonderem Status.
Insgesamt umfasst das Beaujolais ca. 23.000 ha Rebfläche, erstreckt sich auf einer Länge von etwa 50 km in Nord-Süd-Richtung und ist maximal 15 km breit. Die Saône bildet den östlichen Rand des Gebiets.
Das Beaujolais wird seit 2018 von der UNESCO unter dem Namen „Geopark Beaujolais“ als UNESCO Global Geopark ausgezeichnet.

## Klima
Drei Klimazonen können sich in dieser Region überschneiden: eine kontinentale Tendenz, eine ozeanische und eine mediterrane Tendenz. Über das ganze Jahr hinweg kann sich das Wetter recht schnell zugunsten der einen oder der anderen Tendenz ändern. Durch die ausgeprägte Hügellandschaft können diese Effekte mikroklimatisch stark gepuffert werden. Dies erklärt, dass die nördlich gelegenen Gemeinden in vermeintlich weniger geeigneten Lagen die besten Weinberge besitzen. Die durchschnittliche Regenmenge beträgt ca. 750 mm/Jahr.

## Appellationen

### Beaujolais

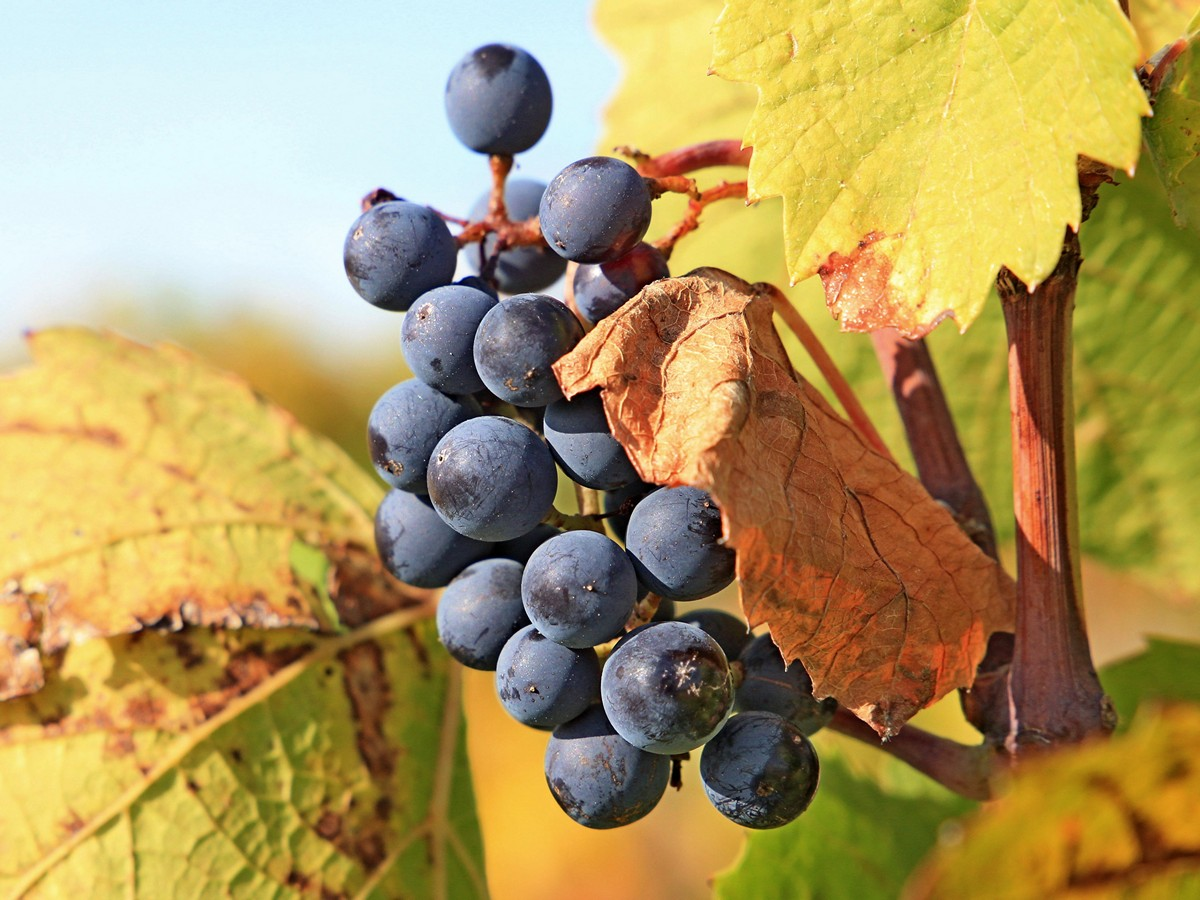
Weintraube für Beaujolaiswein

In der ganzen Gegend darf die Appellation „Beaujolais“ verwendet werden. Beaujolais Supérieur darf der Wein genannt werden, wenn der Zuckergehalt des Mostes einen um mindestens 0,5 % höheren Alkoholgehalt erwarten lässt. Insgesamt 10.500 ha sind in der Appellation d’Origine Contrôlée (AOC) Beaujolais bestockt und werden als solche vermarktet. Aus dieser Appellation werden auch die Grundweine des Beaujolais Primeur genommen.

### Beaujolais-Villages
38 Gemeinden haben das Anrecht, den Wein in der AOC „Beaujolais-Villages“ auszubauen. Dies entspricht einer Rebfläche von 6.250 ha.

### Cru oder Grand Cru
Am Nordrand des Beaujolais-Villages-Gebietes liegen zehn kommunale Appellationen, die zumeist nach Gemeinden benannt sind. Diese so genannten Crus (Gewächse) des Beaujolais stellen die qualitative Spitze der Produktion dar und haben im Gegensatz zu den anderen Weinen des Beaujolais eine Lagerfähigkeit. Bei diesen Weinen kann man auch die einzelnen Jahrgänge unterscheiden. Die Beaujolais-Crus sind:
Saint-Amour (317 ha), Juliénas (609 ha), Chénas (285 ha), Moulin à Vent (681 ha), Morgon (1.132 ha), Chiroubles (376 ha), Fleurie (879 ha), Brouilly und Côte de Brouilly (1.315 und 331 ha) sowie Régnié (746 ha).

### Coteaux du Lyonnais
Auf ca. 350 ha werden im Weinbaugebiet Coteaux du Lyonnais in der Nähe von Lyon Weine im Stil des Beaujolais erzeugt. Allein die Genossenschaft Sain-Bel erzeugt 75 % dieses seltenen Weins im Beaujolais-Stil.

## Rotwein

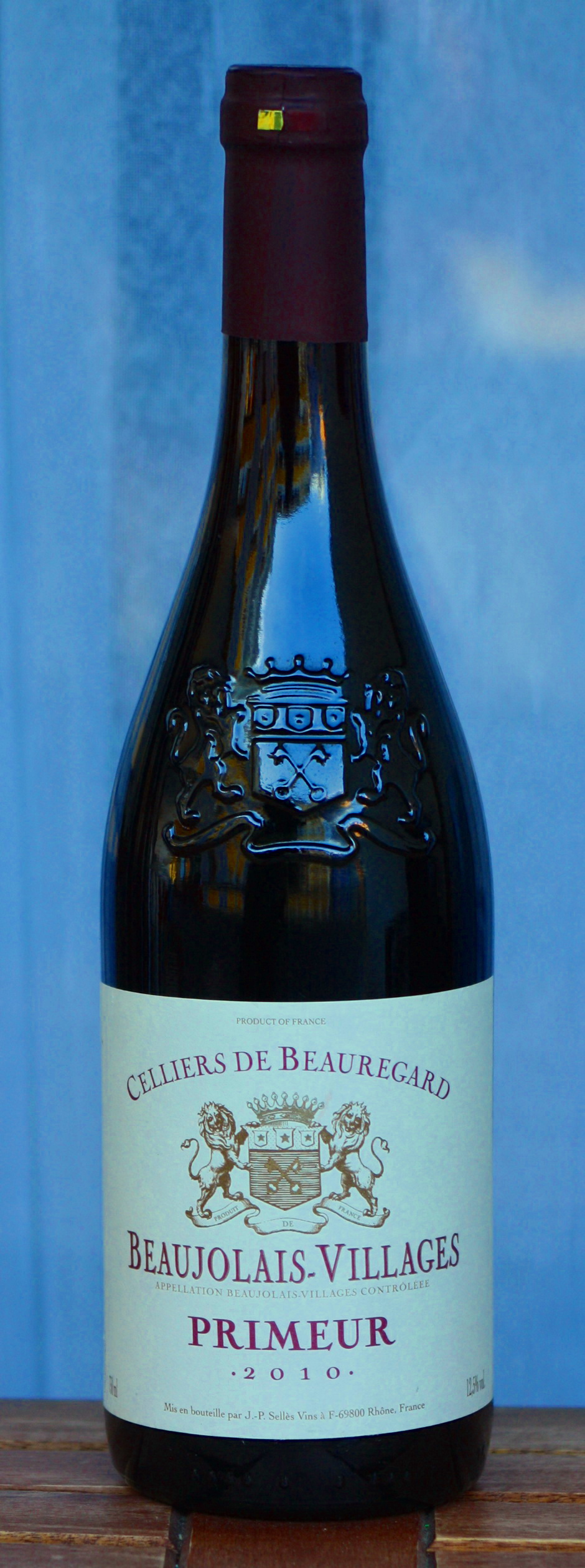
Flasche Beaujolais Primeur

Im Beaujolais werden Rotweine ausschließlich aus der Gamay-Rebe hergestellt, die sehr fruchtige, manchmal etwas blasse Rotweine hervorbringt. Diese Weine kann man im Sommer, auch leicht gekühlt, zu sehr vielen Speisen genießen. Der Anbau der Pinot-noir-Rebe ist zwar erlaubt, wird aber im Beaujolais heute nicht mehr praktiziert.
Normalerweise bereitet man Rotwein, indem man die Trauben teilweise zerdrückt und dann zum Vergären in einen Behälter gibt. Im Beaujolais werden die Trauben ganz belassen und platzen alleine durch den Gärprozess auf (→ Macération carbonique). Die Gärung kann unter Umständen bis in das Frühjahr nach der Lese dauern und entzieht dem Gamay ein Maximum an Farbstoff und Tanninen. Beaujolais-Weine sollten zwar jung getrunken werden, allerdings vertragen Beaujolais, die keine Primeurs sind, durchaus eine mehrere Jahre lange Lagerung. Insbesondere die Weine der Beaujolais Villages sollten sogar mindestens ein Jahr vor dem Konsum gereift sein.

### Beaujolais Primeur
Der Beaujolais Primeur (auch Beaujolais nouveau) war der erste Wein, der schon im Jahr seiner Herstellung verkauft werden durfte. Traditionell geschieht dies am dritten Donnerstag im November.
Am 13. November 1951 erstritten sich die Winzer des Beaujolais eine Ausnahmegenehmigung vom französischen Weinrecht. Diese erlaubte es ihnen, ihren neuen Wein ab dem 15. Dezember in den Handel zu bringen. Diese Regelung galt für die folgenden 15 Jahre. Im Jahr 1967 wurde das Erstverkaufsdatum auf den 15. November gelegt und im Jahre 1985 wurde der dritte Donnerstag im November als fixes Datum für den Verkaufsbeginn des Beaujolais Nouveau festgelegt.
Diese Form der Vermarktung spielte eine entscheidende Rolle in der weltweiten Bekanntmachung des Beaujolais als Weinanbaugebiet und wurde durch den Winzer Georges Duboeuf (1933–2020) Anfang der 1950er Jahre (1953) eingeführt und von Gérard Canard weiterentwickelt. Sie hat zum Ruf der Region beigetragen, Weine niedrigerer Qualität zu produzieren. Im Jahr 2002 war der Anteil der Primeurweine auf über 50 % der Gesamtproduktion gestiegen.
Da die klassische Kohlensäuremaischung zu langsam ist, wird der Wein mittels Kunstgriffen sehr schnell bereitet. Ein solcher Wein kann aufgrund seines überwältigenden Dufts und seiner Fruchtigkeit kurzzeitig Freude bereiten, stellt aber bei weitem nicht das Beste dar, was das Weinbaugebiet Beaujolais zu bieten hat.
Der Begriff Primeur ist nicht gleichbedeutend mit Beaujolais. Auch in anderen Teilen Frankreichs dürfen Primeur-Weine produziert werden. Auf dem Höhepunkt der Primeur-Welle wurde auch junges Gemüse ähnlich vermarktet.

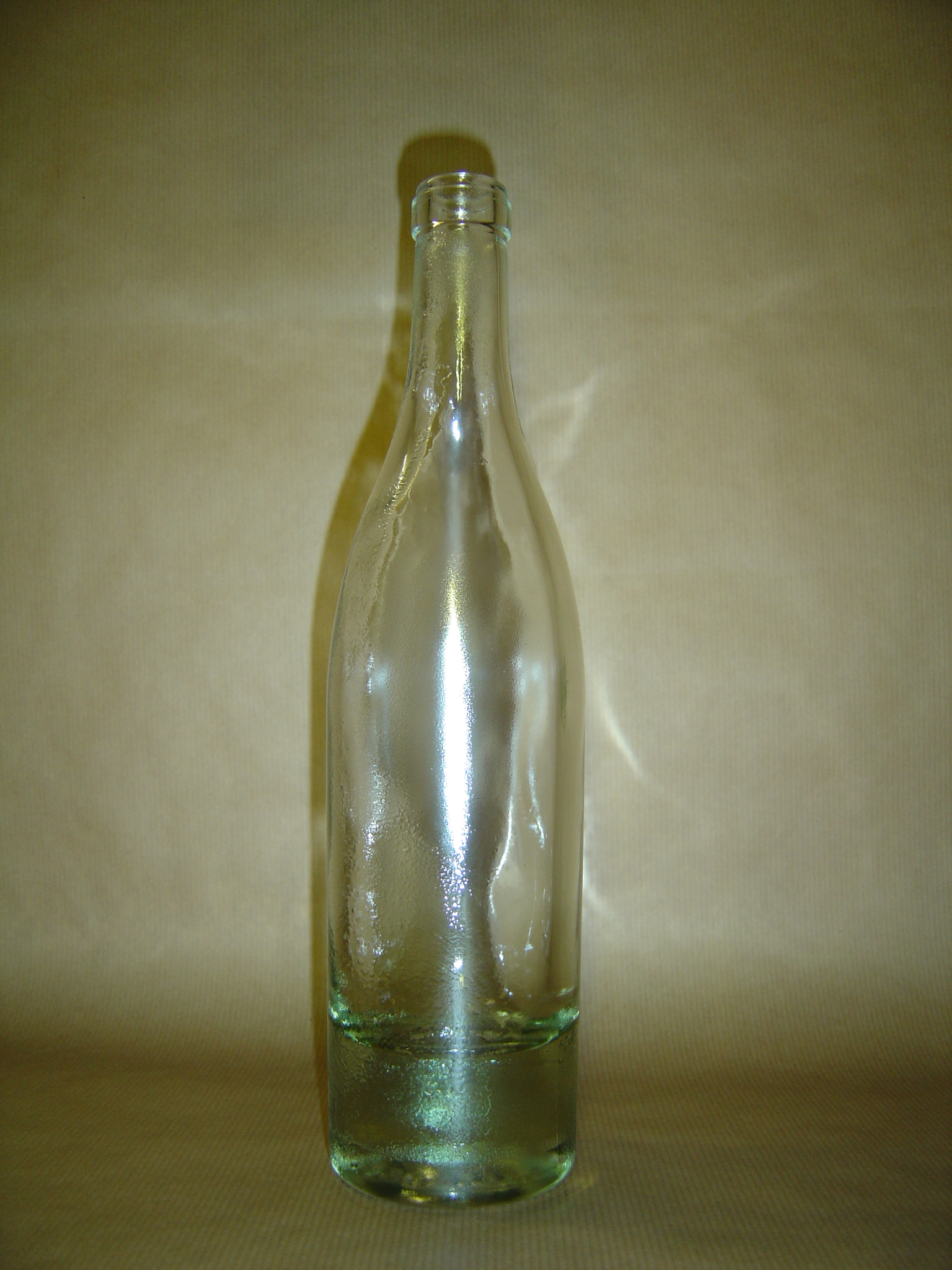
Pot Lyonnais, eine Servierflasche im Beaujolais

### Pot Lyonnais
Eine Besonderheit im Beaujolais ist der Pot Lyonnais. Diese Servierflasche besitzt einen besonders dicken Glasboden, der es ermöglicht, den Wein auf dem Tisch länger kühl zu halten. Dafür wird die Flasche vorher im Eisfach gekühlt.

## Weißwein
Weißwein spielt im Beaujolais eine untergeordnete Rolle und macht nur ca. 1 % der Produktion aus. Die Weißweintrauben sind Chardonnay-Trauben, sind aber für die Berühmtheit des Beaujolais relativ unbedeutend, und im Ausland sind weiße Beaujolais-Weine demnach äußerst selten und praktisch unbekannt.

## Roséwein
In Deutschland weitgehend unbekannt sind Beaujolais-Roséweine.